# Seixas (Caminha)
Pour les articles homonymes, voir Seixas.
Seixas est une paroisse civile portugaise (en portugais : freguesia) de la municipalité de Caminha dans le district de Viana do Castelo.

## Géographie
Seixas est située au nord de Caminha, sur la rive gauche du Minho, fleuve frontalier avec l'Espagne.
Au sud, son territoire est délimité par le Coura (pt), un affluent du Minho.

## Histoire
L'existence de Seixas est attestée dès le XIIe siècle.

## Démographie
Lors du recensement de 2021, Seixas compte 1 413 habitants.